# Hortensio Félix Paravicino

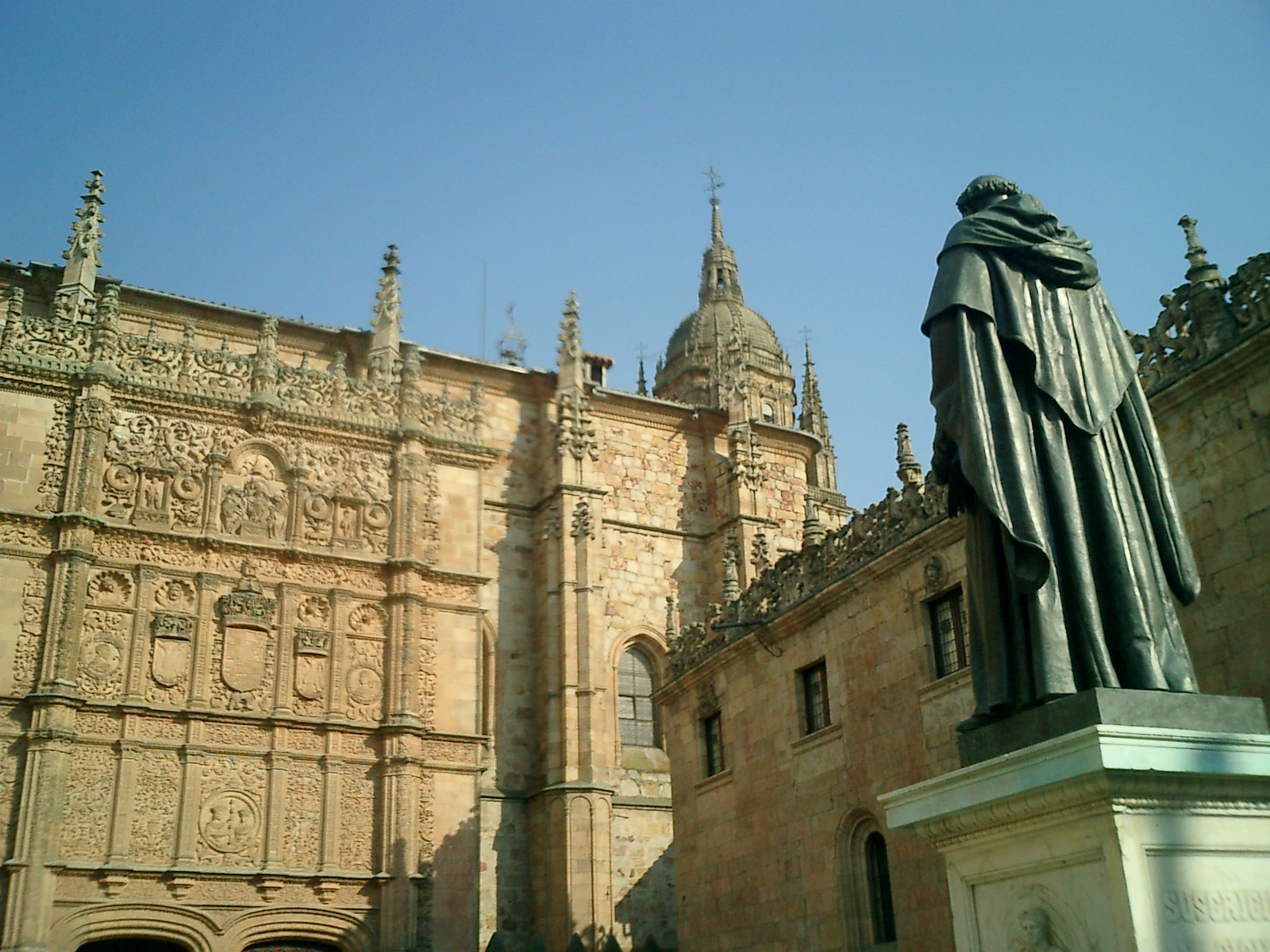
L'université de Salamanque

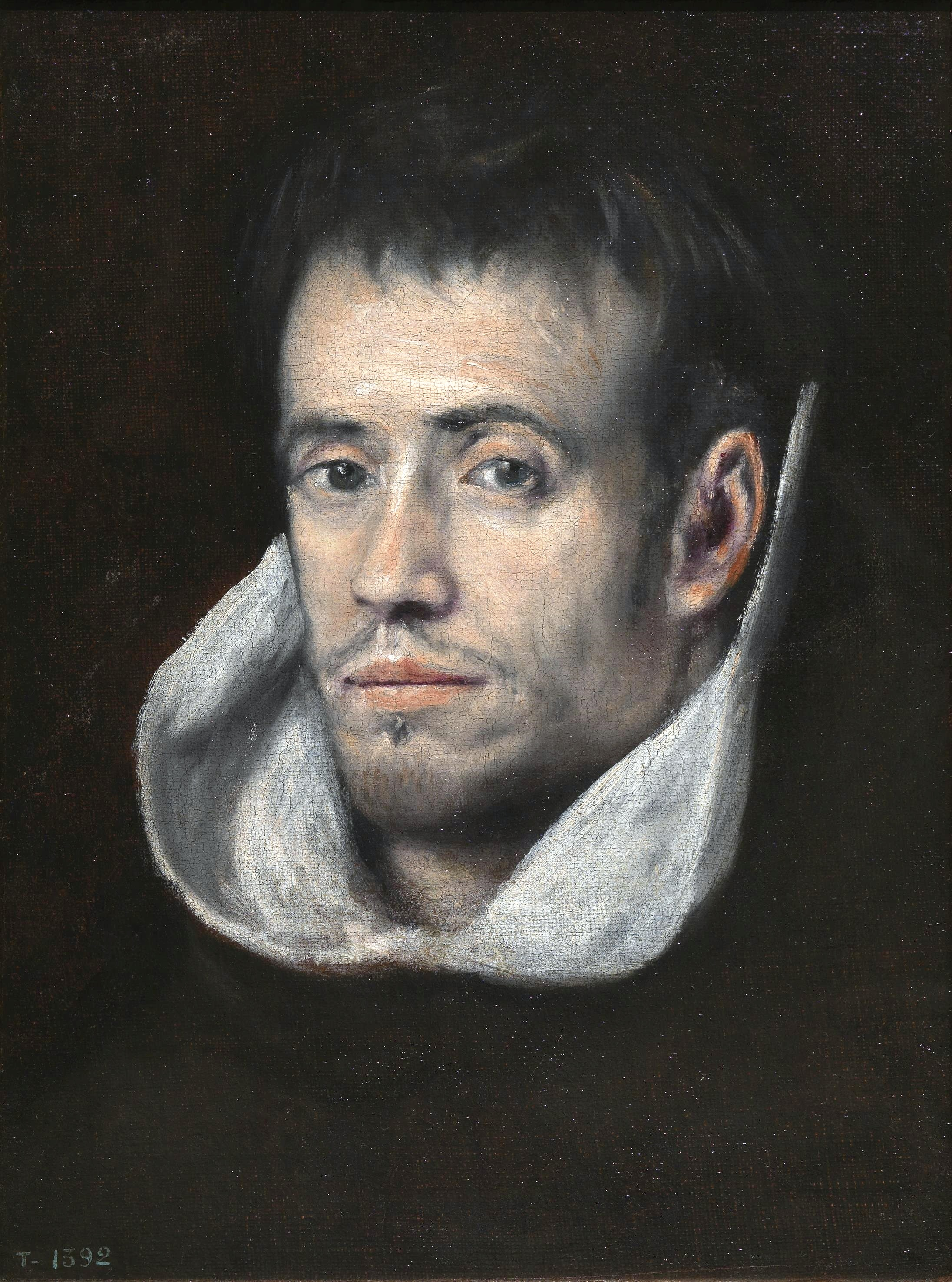
Portrait présumé de saint Jean-Baptiste de la Conception (par le Greco)

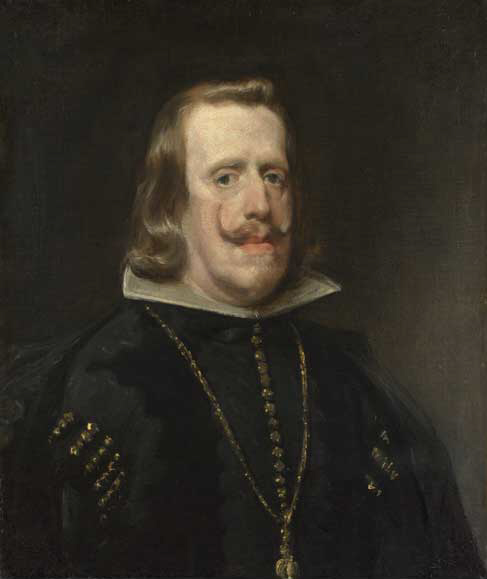
Le roi d'Espagne Philippe IV (par Vélasquez)

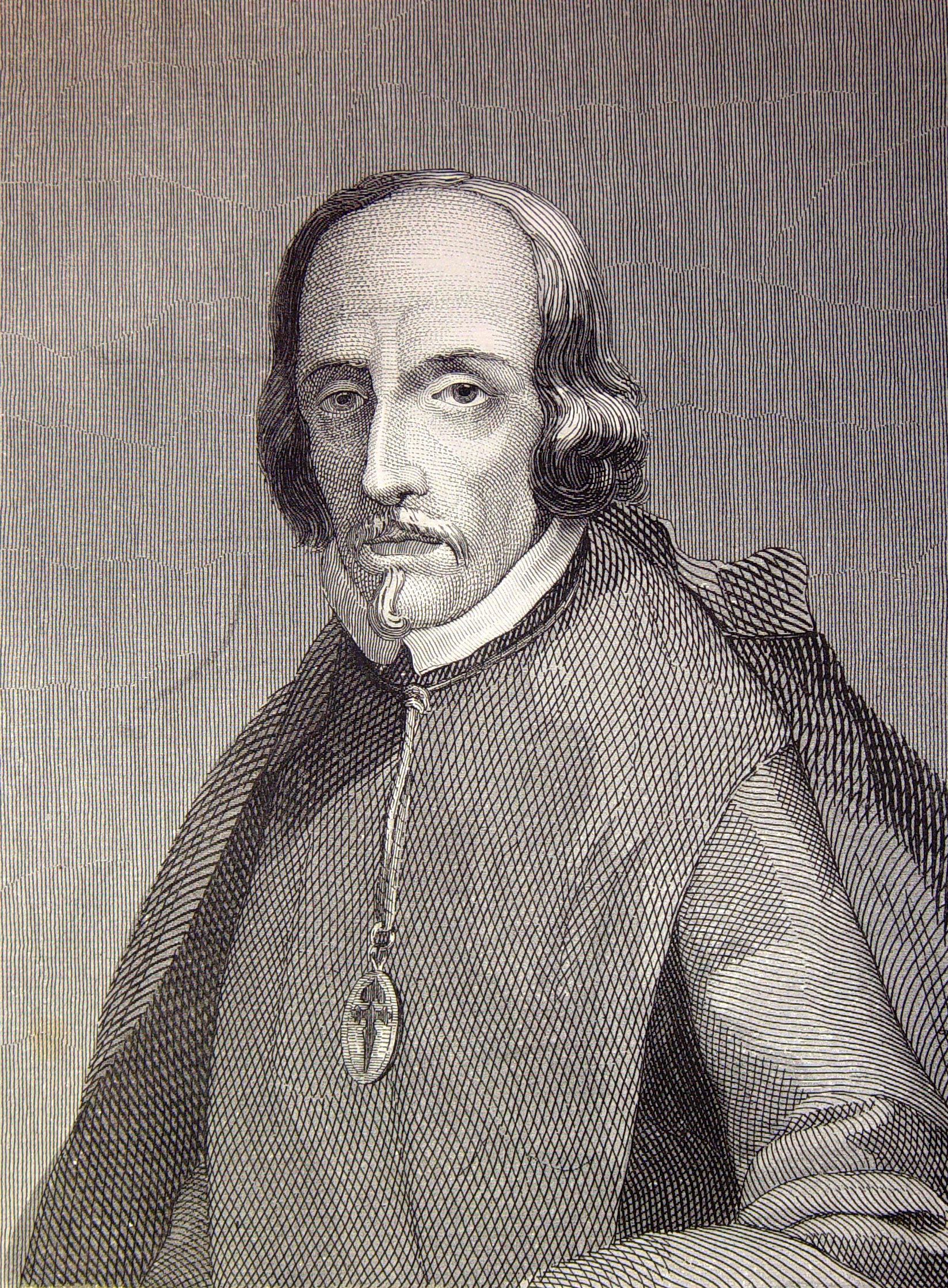
Pedro Calderón de la Barca

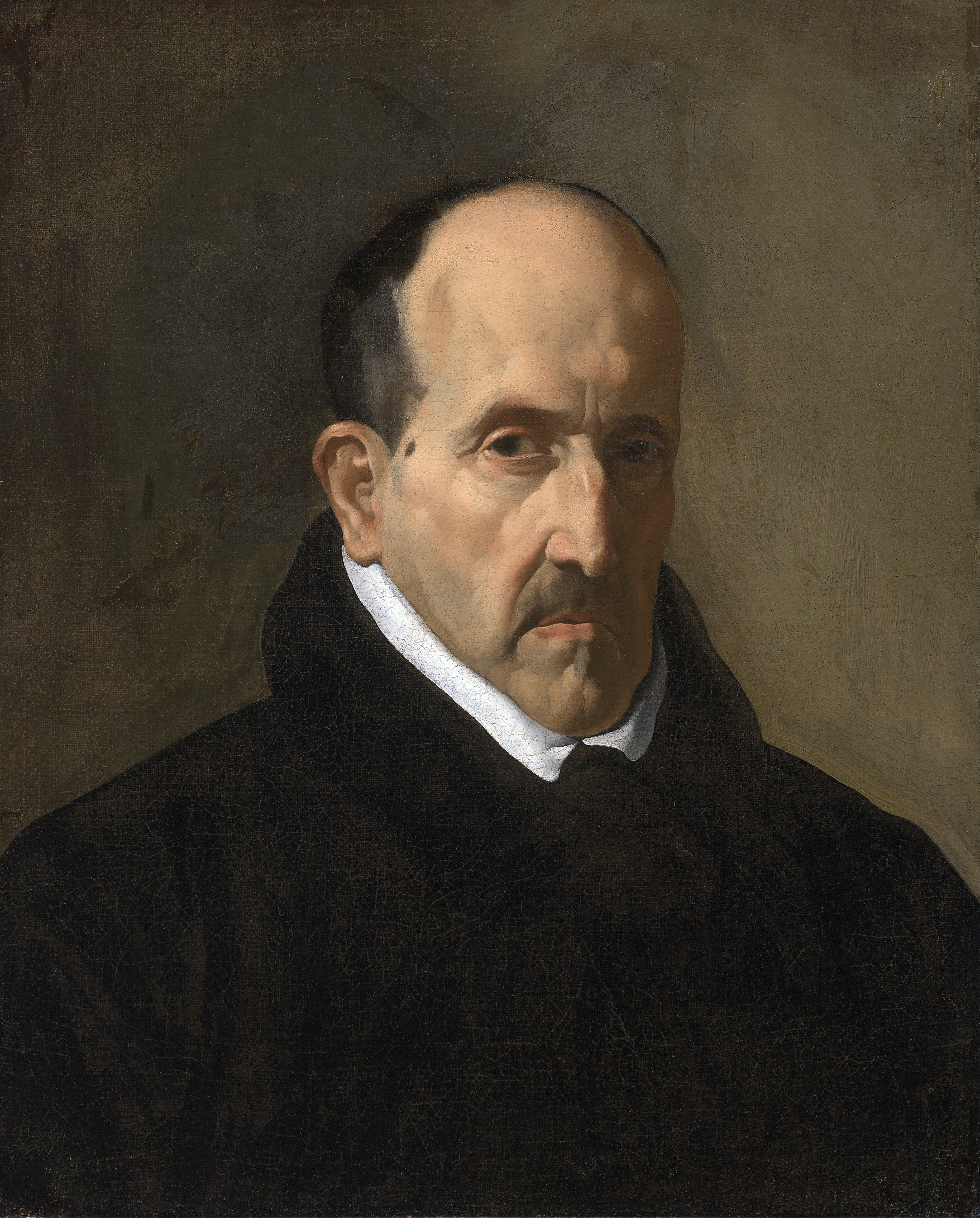
Luis de Góngora (par Vélasquez)

Hortensio Félix Paravicino (1580-1633) est un prêtre et religieux trinitaire espagnol. Professeur à l'université de Salamanque, prédicateur officiel du roi Philippe IV et poète baroque, il demeure l'une des figures les plus représentatives du Siècle d'or, ainsi qu'en atteste son célèbre portrait, peint par Le Greco en 1609.

## Biographie

### Le prestigieux universitaire
Hortensio Félix Paravicino y Arteaga est né à Madrid le 12 octobre 1580, de Mucio Paravicino (dont la famille, d'origine italienne, était apparentée au cardinal Antonio Pallavicino) et Maria de Arteaga. Il apprend la grammaire, la rhétorique et les belles lettres au collège des jésuites d'Ocaña, avant d'entamer des études supérieures à Alcala de Henares. Il s'inscrit ensuite à l'université de Salamanque et, à l'âge de dix-sept ans, y décroche un doctorat en droit canon. Le 18 avril 1600, il entre au couvent des trinitaires chaussés de Salamanque, où il est accueilli par le ministre (c'est-à-dire supérieur) Juan de Estrella, maître des novices et professeur à l'université. Lui-même obtient bientôt la chaire de rhétorique, et prononce, à vingt et un ans, en remplacement de l'orateur malade, le discours officiel de bienvenue, à l'occasion d'une visite de Philippe II dans la prestigieuse cité universitaire. Ce remarquable morceau d'éloquence attire tout particulièrement l'attention du prince des Asturies, le futur Philippe III.

### La tentation réformatrice
Entre 1603 et 1605, Hortensio rencontre saint Jean-Baptiste de la Conception et s'enthousiasme pour la réforme accomplie par les trinitaires déchaussés. Sous le coup du décès de Juan de Estrella, il aspire à se reconcentrer sur l'essentiel et opte pour le renoncement ascétique le plus radical, au grand dam de ses confrères. Sous le nom de fray Félix de San Juan, celui qui naguère caracolait en tête des cérémonieux défilés de l'université, porte désormais du charbon ou des choux dans les ruelles de Salamanque. L'expérience va durer un mois, au bout duquel Hortensio revient à la Règle mitigée. Orgueil du brillant professeur ? Pression de la Cour, dont ses talents de prédicateur le rendent chaque jour plus proche ? Mieux vaudrait parler de vocation, et l'austère réformateur l'avait bien compris, qui ne lui tint jamais rigueur de cette défection.

### L'ami des poètes
À son retour chez les trinitaires chaussés, Hortensio est nommé définiteur provincial et envoyé à Madrid, Casa de la Trinidad. S'ouvre alors la grande époque de l'amitié. Il se lie d'abord avec un frère de sa communauté, saint Simon de Rojas, l'ami des pauvres et l'apôtre de la Vierge, propagateur mystique de l'« esclavage marial ». Il entoure également le Greco de son admiration et de son affection; et le peintre, qui habite alors la capitale, réalisera de lui un majestueux portrait, aujourd'hui conservé au musée des beaux-arts de Boston. Il dédiera un poème apologique au « Divin Greco »
Mais surtout, il devient l'ami de l'élite des écrivains madrilènes du Siècle d'or : les poètes illustres que sont Luis de Gongora y Argote, Lope de Vega, Francisco de Quevedo, mais aussi le grammairien Salas Barbadillo, le poète Anastasio Pantaleon de Ribera, le critique Bartolome Leonardo de Argensola, le peintre Juan de Jauregi, le chroniqueur royal Pedro de Valencia, ou l'historien et philologue aragonais Pellicer de Trovar. Un seul résiste à son magnétisme intellectuel et à son affabilité légendaire : le dramaturge Calderon de la Barca.

### L'ennemi de Calderon
Le frère de Calderon était sorti blessé d'une violente querelle avec un comédien nommé Pedro de Villejas. Or celui-ci, désireux de se soustraire à d'éventuelles poursuites, était allé trouver refuge au monastère San Ildefonse et San Juan de Mata, où les religieuses trinitaires déchaussées avaient accepté de lui donner l'hospitalité. Cependant, des alguazils étaient sur la piste du délinquant, qui forcèrent l'entrée de la clôture et, ne trouvant pas le fugitif, eurent avec les moniales de vives altercations. L'affaire s'amplifia, quelques jours plus tard, lorsque Lope de Vega, dont la fille, Marcela de San Félix, appartenait à cette communauté, se plaignit du scandale à son protecteur attitré, le duc de Sessa. Bien plus, le 11 janvier 1629, en prononçant devant Philippe IV le traditionnel panégyrique en l'honneur des parents du monarque, Hortensio reprocha durement aux responsables de la justice royale l'affront fait aux sœurs de son ordre. Cette sortie du trinitaire irrita d'autant plus Calderon que le prédicateur en avait profité pour conspuer le théâtre et les comédiens en général. Décidé à se venger, il présenta une parodie du discours infamant dans sa nouvelle pièce, El principe constante, de sorte que ce fut au tour d'Hortensio de se mettre en colère. Soutenu par le cercle de ses amis poètes (particulièrement Jauregui, qui publia une Apologia de la verdad en sa faveur), celui-ci obtint que le dramaturge soit mis aux arrêts pour six jours dans son domicile, et contraint de retirer de sa comédie le morceau parodique. Calderon ne se fit pas faute de riposter en se moquant publiquement du religieux et en rédigeant un mémoire à l'adresse de Philippe IV, dans lequel il prétendait que la fameuse prédication constituait en réalité un affront infligé au roi, mais aussi à ses parents. Tel le deux ex machina du théâtre classique, Philippe IV, qui avait applaudi l'extrait incriminé autant qu'apprécié le litigieux sermon, se résolut à calmer le jeu en rappelant à l'ordre le trinitaire, tout en maintenant l'interdiction de l'extrait.

### Les derniers honneurs
Prédicateur officiel de Philippe IV depuis 1617, Hortensio demeure dans cette charge sous Philippe V. Parallèlement, il est nommé visiteur pour la province trinitaire d'Andalousie, et à deux reprises provincial de Castille : entre 1618 et 1621, puis de 1627 à 1630. À cinquante-trois ans, atteint d'hypocondrie, il souffre d'insomnies et de difficultés respiratoires. Tandis que le roi lui propose d'envoyer à son chevet les meilleurs médecins, et fait célébrer des messes en formant le vœu de le couvrir des plus hautes dignités ecclésiastiques si le Ciel lui rend la santé, Hortensio mesure le néant des honneurs et la grandeur de l'humilité, dont il avait entendu l'appel, jadis, au sein de la réforme déchaussée. Dans ces dispositions, que n'aurait pas désavouées un héros baroque, il meurt à Madrid, le 12 décembre 1633.

### L'écrivain
Hortensio a composé une centaine de sermons, qui ont été réunis, en 1766, par le trinitaire Alonso Cano Nieto, sous le titre suivant : Oraciones evangelicas o discursos panegiricos y morales. La majeure partie relève du genre des oraisons funèbres ou des sermons pour les fêtes des saints. Au XVIIIe siècle, les critiques néo-classiques ont reproché à ces œuvres leur emphase baroque, peu compatible avec une communication simple des préceptes chrétiens. Quant aux poésies, elles ont été publiées en 1641 dans les Obras posthumas, divinas y humanas, où se trouvent également incluses une loa et une pièce de théâtre intitulée Gridonia o Cielo de Amor vengado. Hortensio est un adepte de la poésie conceptuelle appelée cultisme, mise à la mode par son contemporain Gongora, dont il conservait les manuscrits originaux dans sa bibliothèque.